# ほたるいかミュージアム
ほたるいかミュージアム（英: HOTARUIKA MUSEUM）は、富山県滑川市中川原にある滑川市立の博物館。
1998年（平成10年）3月27日にオープン。指定管理者制度により、株式会社ウェーブ滑川（1997年1月20日設立）が管理・運営している。富山県博物館協会会員。

## 概要
富山県ではホタルイカ漁が盛んに行われていることから、この博物館はホタルイカをテーマとしている。建物はホタルイカの胴体の形をしており、道の駅ウェーブパークなめりかわ、深層水体験施設 タラソピアと隣接している。開館時間は午前9時から、午後5時まで（入館は午後4時半まで）。休館日は年末年始（12月31日、1月1日）、6月1日～3月19日の毎週火曜日（火曜日が祝日の場合はその翌日）、1月最終月曜日から3日間。
3月20日～5月31日まではホタルイカ漁のシーズン期間となり、ライブシアターや深海不思議の泉などに本物のホタルイカが放流され、発光ショーが行なわれるほか、タッチプールでは素手で直接ホタルイカにさわることもできる。
なお、シーズン期間とそれ以外の期間では入館料が異なっている。
2016年（平成28年）7月よりダイオウグソクムシ3匹を飼育し展示している。

### 建物概要
建物はイカの胴体をモチーフとした地上2階建ての鉄筋コンクリート造りで延床面積3,677m2、外観には、水に濡れると色が濃く変化する木材が使用されている。設計は滑川市建設部、アーキテクチャー・ファクトリーで、指揮はイギリス出身の建築家、トム・ヘネガンである。
展望デッキには、2007年7月26日に深層水を使用した足湯が設置された。

## 主な施設
1階
- インフォメーション
- 展示ホール
- ライブシアター
- コミュニティープラザ
- 深海プロムナード
- DVDミニシアター
- 深海銀河劇場
- 深海不思議の泉

2階
- ミュージアムギャラリー
- ミュージアムシアター
2008年（平成20年）6月末日まではイリュージョンシアターという名称で「海の銀河伝説」を上映していた。

## 交通
- あいの風とやま鉄道線滑川駅より徒歩約8分。
- 北陸自動車道 滑川ICより約10分。